# Thoracophorus brevicristatus
Thoracophorus brevicristatus är en skalbaggsart som först beskrevs av Horn 1871.  Thoracophorus brevicristatus ingår i släktet Thoracophorus och familjen kortvingar. Inga underarter finns listade i Catalogue of Life.